# Kameralamt Schussenried
Das Kameralamt Schussenried war eine Einrichtung des Königreichs Württemberg, die im Amtsbezirk Besitz und Einkommen des Staates verwaltete. Es bestand von 1835 bis 1872 in Schussenried. Das Kameralamt wurde im Rahmen der Neuordnung der Staatsfinanzverwaltung im Königreich Württemberg geschaffen. 

## Geschichte
Gemäß Staatshandbuch von 1809/10 bestand von 1806 bis 1811 ein Kameralamt Altshausen (mit Unteramt Saulgau und Mengen). Für den damaligen Oberamtsbezirk Saulgau waren gemäß Oberamtsbeschreibung von 1829 außer dem Hofkameralamt Altshausen die Kameralämter Heiligkreuztal, Waldsee und verschiedene standesherrliche Rentämter zuständig. 
Das Kameralamt Schussenried wurde durch Verfügung vom 19. Juni 1835 errichtet und hatte die grundherrlichen Besitzungen und Gefälle der bisherigen Sternberg-Manderscheid'schen Herrschaft Schussenried in Verwaltung zu nehmen. Ferner wurden zum Kameralamt Schussenried abgetreten:
- vom Kameralamt Waldsee die Schultheißerei-Bezirke Allmannsweiler, Altshausen, Bierstetten, Blönried, Boms, Bondorf, Ebenweiler, Ebersbach, Eichstegen, Fleischwangen, Geigelbach, Guggenhausen, Hochberg, Hoßkirch, Hüttenreute, Königseggwald, Lampertsweiler, Laubbach, Pfrungen, Bernhardsweiler, Riedhausen, Schindelbach und Unterwaldhausen des Oberamts Saulgau, ferner die Schultheißerei-Bezirke Michelwinnaden, Otterswang, Reichenbach, Schussenried, Stafflangen, Winterstettendorf, Winterstettenstadt und Ingoldingen des Oberamts Waldsee
- vom Kameralamt Ochsenhausen die Orte Ahlen, Attenweiler mit Schemmach und Geitershofen, Grodt, Muttensweiler mit Birkhof und die Höfe Burren des Oberamts Biberach

Gemäß Dekret vom 14. März 1838 betreffend Tausch- und Bereinigungsvertrag zwischen dem Staat und der Hofdomänenkammer hat das Hofkameralamt Altshausen an das Kameralamt Schussenried verschiedene Parzellen, Weiler und Höfe abgetreten.
Durch Verordnung vom 6. März 1843 hat das Kameralamt Schussenried vom Kameralamt Waldsee die Gemeinden Musbach und Aulendorf samt Parzellen sowie die Weiler Ebisweiler und Laubbronnen des Oberamts Saulgau übernommen. Ebenfalls wurden vom Kameralamt Heiligkreuztal die Gemeinde Braunenweiler mit Parzelle übernommen. Abgetreten wurden an das Kameralamt Altdorf die Parzelle Geiselmacher der Gemeinde Wolpertsschwende und an das Kameralamt Waldsee die Gemeinde Schindelbach mit Parzellen.
Gemäß Verordnung vom 28. Februar 1872 wurde das Kameralamt Schussenried aufgelöst und das Kameralamt Saulgau gebildet, welches den gesamten Oberamtsbereich Saulgau umfasste. Gleichzeitig wurden vom Kameralamt Schussenried folgende Orte abgetreten:
- an das Kameralamt Waldsee die Gemeinden Aulendorf, Ingoldingen, Michelwinnaden, Otterswang, Schussenried, Steinhausen, Winterstettendorf, Winterstettenstadt
- an das Kameralamt Ochsenhausen die Gemeinden Ahlen, Attenweiler, Grodt, Muttensweiler, Stafflangen und die Parzelle Burren der Gemeinde Biberach.

Die Erhebung der Forstgefälle des Reviers Schussenried wurden dem Kameralamt Saulgau zugeteilt, während die Torfmeisterei in Schussenried an das Kameralamt Waldsee überging. Schließlich wurden zum gleichen Zeitpunkt an das Kameralamt Saulgau folgende Orte des Kameralamts Heiligkreuztal abgetreten: Saulgau mit den Parzellen Bernhausen, Engenweiler, Nonnenweiler, Schwazenbach und Wilfertsweiler. Beizkofen, Blochingen, Bolstern mit Parzellen Heratskirch, Holzmühle und Sägmühle. Bremen, Eichen, Ennetach mit Hipfelsberg. Fulgenstadt, Groß- und Kleintissen, Günzhofen, Haid mit Bogenweiler, Häberlesmühle und Sieße n. Herbertingen, Heudorf, Hohentengen, Jettkofen, Mengen mit Granheim, Mieterkingen, Moosheim, Ölkofen mit Hagelsburg. Scheer, Ursendorf mit Altensweiler Repperweiler, Völlkofen mit Kirkhöfen und Wolfartweiler.